# Macromitrium fortunatii
Macromitrium fortunatii là một loài rêu trong họ Orthotrichaceae. Loài này được Cardot & Thér. mô tả khoa học đầu tiên năm 1909.